# Ян Бжоза
Ян Бжоза (пол. Jan Brzoza), настоящее имя Юзеф Воробец или Юзеф Выробец , (10 декабря 1900, Львов — 27 ноября 1971, в г. Мышкув, в Силезии Польша) — польский писатель, журналист и автор радиопередач, коммунистический активист, один из зачинателей пролетарской литературы в Польше.

## Биография
Родился в рабочей семье, по основной специальности — столяр.
Дебютировал в 1932 году, выиграв на объявленном в разгар экономического кризиса польским Институтом общественного хозяйства (пол. IGS — Instytut Gospodarstwa Społecznego) конкурсе на лучший дневник польского безработного своим произведением «Дневник безработного» (пол. «Pamiętnik bezrobotnego»). Публикация дневника Яна Бжозы обратила на себя внимание львовских литераторов и издателей и стала для будущего писателя началом его литературной карьеры.
С тех пор он посвятил себя литературной карьере. С 1933 года член Львовского филиала профсоюза польских писателей. Большинство его работ было на рабоче — крестьянскую тематику.
С 1921 — член Коммунистической Партии Западной Украины. Участник Антифашистского конгресса деятелей культуры во Львове в 1936 году. После воссоединения в 1939 году Западной Украины с УССР принимал активное участие в общественной и литературной жизни Львова, в частности, в создании Львовского отделения Союза советских писателей Украины.
В 1939—1941 был членом Союза писателей Украины. Активист Союза польских патриотов во Львове.
Редактор отдела культуры львовской газеты «Czerwony Sztandar» («Красное знамя») (1944—1945), редактор отдела культуры катовицкой газеты «Trybuna Robotnicza» («Рабочая Трибуна») (с 1947), руководитель отдела Союза польских писателей в Катовице (1947—1956).
После второй мировой войны переселился и жил в Польской Народной Республике в Силезии. Избирался депутатом сейма ПНР в 1957—1961 годах. 
Умер в Мышкуве, похоронен в Катовице.

## Признание
Награждён польским орденом «Знамя Труда» II класса.

## Произведения
- Повесть «Дневники безработного» (Pamiętnik bezrobotnego), 1933
- Повесть «Дети» (Dzieci), 1936
- Повесть «Строили здание» (Budowali gmach), 1938
- Повесть «Земля» (Ziemia), 1948
- Повесть «Девятый батальон» (Dziewiąty batalion), 1953
- Рассказы «Lodzia tramwajarka», 1958
- Повесть «Бескидские ночи» (пол. Beskidzkie noce), 1964
- Повесть «Мои литературный приключения» (Moje przygody literackie), 1967
- Повесть «Возвращение из Америки» (Powrót z Ameryki), 1966
- Повесть «Пришел добрый день» (Przyszedł dobry dzień), 1971